# Carl Gudmundsson
Carl Gudmundsson, född 18 november 1882 i Västanvik, Leksands socken, död där 30 juli 1950, var en svensk trävaruhandlare och folkmusiker.

## Biografi
Carl Gudmundsson var son till hemmansägaren och handlaren Gudmunds Olof Matsson. Efter genomgången folkskola studerade Carl Gudmundsson vid Tekniska aftonskolan i Stockholm. Vid sidan av jordbruket på gården i Västanvik var han även biträde i faderns affär, som han övertog efter dennes död. Han var även skogshandlare och blev känd som en av Siljanstraktens främsta turistvärdar. Sin främsta insats gjorde han dock som folkmusiker, redan tio år gammal spelade han i ett musikkapell, och under beväringstiden vid Dalregementet tjänstgjorde han i dess musikkår, där han erhöll ytterligare musikalisk utbildning. Carl Gudmunsson specialiserade sig på folkliga blåsinstrument som flöjt, spelpipa, kohorn, lur och säckpipa, och avsågs på 1940-talet som Nordens främsta lurblåsare. Carl Gudmundsson upptecknade folkmelodier i Dalarna och byggde upp en samling omfattande hundratals musikstycken. Han skrev även artiklar om folkmusik, och utgav ett antal kompositioner med rötterna i folkmusiken.